# Rivalità calcistica Italia-Spagna

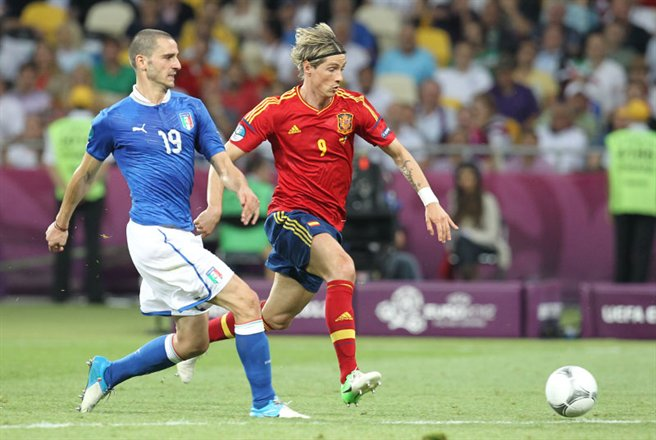
Leonardo Bonucci (a sinistra) e Fernando Torres (a destra) durante la finale del campionato europeo di calcio 2012

La rivalità calcistica Italia-Spagna identifica gli incontri tra le due rispettive nazionali, che hanno dato vita a contese agonistiche che si protraggono da decenni mettendo difronte due delle nazioni calcistiche di maggior successo al mondo.
La sfida, talvolta indicata anche come derby del Mediterraneo, è una delle più antiche rivalità d'Europa, anche se si è rafforzata nel terzo millennio, in coincidenza con il periodo più florido delle Furie rosse. L'incontro più importante tra le due compagini è stato la Finale del campionato europeo di calcio 2012, vinta per 4-0 dagli spagnoli. Il bilancio complessivo delle sfide è di quarantuno incontri, con quattordici vittorie della Spagna, undici dell'Italia e sedici pareggi.
L'ultimo incontro si è disputato a Gelsenkirchen il 20 giugno 2024, per la fase a gironi del campionato europeo del 2024, con la vittoria delle Furie rosse per 1-0.

## Lista degli incontri
| N. | Data             | Luogo                | Competizione                                                | In casa | Risultato             | In trasferta |
| -- | ---------------- | -------------------- | ----------------------------------------------------------- | ------- | --------------------- | ------------ |
| 1  | 2 settembre 1920 | Anversa              | Giochi Olimpici 1920                                        | Spagna  | 2 - 0                 | Italia       |
| 2  | 9 marzo 1924     | Milano               | Amichevole                                                  | Italia  | 0 - 0                 | Spagna       |
| 3  | 25 maggio 1924   | Colombes             | Giochi Olimpici 1924                                        | Italia  | 1 - 0                 | Spagna       |
| 4  | 14 giugno 1925   | Valencia             | Amichevole                                                  | Spagna  | 1 - 0                 | Italia       |
| 5  | 29 maggio 1927   | Bologna              | Amichevole                                                  | Italia  | 2 - 0                 | Spagna       |
| 6  | 22 aprile 1928   | Gijón                | Amichevole                                                  | Spagna  | 1 - 1                 | Italia       |
| 7  | 1 giugno 1928    | Amsterdam            | Giochi Olimpici 1928                                        | Italia  | 1 - 1 (dts)           | Spagna       |
| 8  | 4 giugno 1928    | Amsterdam            | Giochi Olimpici 1928                                        | Italia  | 7 - 1 (rip)           | Spagna       |
| 9  | 22 giugno 1930   | Bologna              | Amichevole                                                  | Italia  | 2 – 3                 | Spagna       |
| 10 | 19 aprile 1931   | Bilbao               | Amichevole                                                  | Spagna  | 0 – 0                 | Italia       |
| 11 | 31 maggio 1934   | Firenze              | Campionato mondiale di calcio 1934                          | Italia  | 1 - 1 (dts)           | Spagna       |
| 12 | 1 giugno 1934    | Firenze              | Campionato mondiale di calcio 1934                          | Italia  | 1 – 0 (rip)           | Spagna       |
| 13 | 19 aprile 1942   | Milano               | Amichevole                                                  | Italia  | 4 – 0                 | Spagna       |
| 14 | 27 marzo 1949    | Madrid               | Amichevole                                                  | Spagna  | 1 – 3                 | Italia       |
| 15 | 28 febbraio 1959 | Roma                 | Amichevole                                                  | Italia  | 1 – 1                 | Spagna       |
| 16 | 13 marzo 1960    | Barcellona           | Amichevole                                                  | Spagna  | 3 – 1                 | Italia       |
| 17 | 21 febbraio 1970 | Madrid               | Amichevole                                                  | Spagna  | 2 – 2                 | Italia       |
| 18 | 20 febbraio 1971 | Cagliari             | Amichevole                                                  | Italia  | 1 – 2                 | Spagna       |
| 19 | 25 gennaio 1978  | Madrid               | Amichevole                                                  | Spagna  | 2 – 1                 | Italia       |
| 20 | 21 dicembre 1978 | Roma                 | Amichevole                                                  | Italia  | 1 – 0                 | Spagna       |
| 21 | 12 giugno 1980   | Milano               | Campionato europeo di calcio 1980                           | Italia  | 0 – 0                 | Spagna       |
| 22 | 14 giugno 1988   | Francoforte sul Meno | Campionato europeo di calcio 1988                           | Italia  | 1 – 0                 | Spagna       |
| 23 | 9 luglio 1994    | Foxborough           | Campionato mondiale di calcio 1994                          | Italia  | 2 – 1                 | Spagna       |
| 24 | 18 novembre 1998 | Salerno              | Amichevole                                                  | Italia  | 2 – 2                 | Spagna       |
| 25 | 29 marzo 2000    | Barcellona           | Amichevole                                                  | Spagna  | 2 – 0                 | Italia       |
| 26 | 28 aprile 2004   | Genova               | Amichevole                                                  | Italia  | 1 – 1                 | Spagna       |
| 27 | 26 marzo 2008    | Elche                | Amichevole                                                  | Spagna  | 1 – 0                 | Italia       |
| 28 | 22 giugno 2008   | Vienna               | Campionato europeo di calcio 2008                           | Spagna  | 0 – 0 (dts) (4-2 dtr) | Italia       |
| 29 | 10 agosto 2011   | Bari                 | Amichevole                                                  | Italia  | 2 – 1                 | Spagna       |
| 30 | 10 giugno 2012   | Danzica              | Campionato europeo di calcio 2012                           | Spagna  | 1 – 1                 | Italia       |
| 31 | 1 luglio 2012    | Kiev                 | Finale del campionato europeo di calcio 2012                | Spagna  | 4 – 0                 | Italia       |
| 32 | 27 luglio 2013   | Fortaleza            | FIFA Confederations Cup 2013                                | Spagna  | 0 – 0 (dts) (7-6 dtr) | Italia       |
| 33 | 5 marzo 2014     | Madrid               | Amichevole                                                  | Spagna  | 1 – 0                 | Italia       |
| 34 | 24 marzo 2016    | Udine                | Amichevole                                                  | Italia  | 1 – 1                 | Spagna       |
| 35 | 27 giugno 2016   | Saint-Denis          | Campionato europeo di calcio 2016                           | Italia  | 2 – 0                 | Spagna       |
| 36 | 6 ottobre 2016   | Torino               | Qualificazioni al campionato mondiale di calcio 2018 - UEFA | Italia  | 1 – 1                 | Spagna       |
| 37 | 2 settembre 2017 | Madrid               | Qualificazioni al campionato mondiale di calcio 2018 - UEFA | Spagna  | 3 – 0                 | Italia       |
| 38 | 6 luglio 2021    | Londra               | Campionato europeo di calcio 2020                           | Italia  | 1 – 1 (dts) (4-2 dtr) | Spagna       |
| 39 | 6 ottobre 2021   | Milano               | UEFA Nations League 2020-2021 - fase finale                 | Italia  | 1 – 2                 | Spagna       |
| 40 | 15 giugno 2023   | Enschede             | UEFA Nations League 2022-2023 - fase finale                 | Spagna  | 2 – 1                 | Italia       |
| 41 | 20 giugno 2024   | Gelsenkirchen        | Campionato europeo di calcio 2024                           | Spagna  | 1 – 0                 | Italia       |

## Incontri principali

### Campionato mondiale 1934
Il 31 maggio 1934 l'Italia ha affrontato a Firenze la Spagna ai quarti di finale del campionato mondiale del 1934. Le due squadre hanno pareggiato con il risultato di 1-1 dopo i tempi supplementari, con gol spagnolo di Luis Regueiro al 30' e gol italiano di Giovanni Ferrari al 44'. Le due compagini sono affrontate di nuovo nella ripetizione del giorno successivo per determinare la squadra che sarebbe passata in semifinale; l'Italia ha vinto per 1-0 grazie al gol di Giuseppe Meazza all'11'. L'Italia ha in seguito vinto il suo primo titolo mondiale, battendo 2 a 1 la Cecoslovacchia.
| Arbitro: | Baert |

|             |           |              |
| Ferrari 44’ | Marcatori | 29’ Regueiro |

| Arbitro: | Mercet |

|            |           |  |
| Meazza 11’ | Marcatori |  |

### Campionato europeo 1980
Il 12 giugno 1980 Italia e Spagna si sono affrontate a Milano nella fase a gironi del campionato d'Europa 1980. L'incontro, terminato a reti inviolate, ha contribuito all'eliminazione della compagine spagnola dalla manifestazione.
| Milano 12 giugno 1980, ore 20:30 | Italia  | 0 – 0 referto | Spagna | Stadio Giuseppe Meazza (46 816 spett.)\| Arbitro: \| Palotai \| |
| Arbitro:                         | Palotai |               |        |                                                                 |

### Campionato europeo 1988
Il 14 giugno 1988 l'Italia e la Spagna sono state abbinate per la seconda partita della fase a gironi del campionato d'Europa 1988, vinta dall'Italia per 1-0 con il gol di Gianluca Vialli al 73'. In tal modo gli azzurri hanno vinto la seconda partita del girone, mentre la Spagna, perdendo, è stata eliminata dalla competizione.
| Arbitro: | Fredriksson |

|            |           |  |
| Vialli 73’ | Marcatori |  |

### Campionato mondiale 1994
Il 9 luglio 1994 Italia e Spagna si sono affrontate a Boston ai quarti di finale del campionato mondiale del 1994. Gli italiani hanno vinto per 2-1, con gol di Dino Baggio al 25', gol del pareggio di José Luis Caminero al 58' e gol decisivo di Roberto Baggio all'88'. Fonte di polemica è stata la gomitata di Mauro Tassotti al giocatore spagnolo Luis Enrique, incidente non sanzionato dall'arbitro, anche se poi Tassotti è stato squalificato per otto partite.
| Arbitro: | Puhl |

|                             |           |              |
| D. Baggio 25’ R. Baggio 88’ | Marcatori | 58’ Caminero |

### Campionato europeo 2008
Il 22 giugno 2008 Italia e Spagna si sono affrontate a Vienna per i quarti di finale del campionato europeo del 2008. La partita si è conclusa con un pareggio a reti inviolate dopo i tempi supplementari e con la vittoria della Spagna per 4-2 ai tiri di rigore. La Spagna ha così avuto accesso alle semifinali, dove ha eliminato la Russia, per poi trionfare in finale contro la Germania.
| Arbitro: | Fandel |

|                                    |                      |                                      |
| Villa Cazorla Senna Güiza Fàbregas | Tiri di rigore 4 – 2 | Grosso De Rossi Camoranesi Di Natale |

### Campionato europeo 2012
Il 1º luglio 2012 Spagna e Italia si sono ritrovate di fronte a Kiev nella finale del campionato europeo del 2012. Le squadre si erano già affrontate ventuno giorni prima, nella fase a gironi, e nell'occasione avevano pareggiato per 1-1. A Kiev la Spagna è passata in vantaggio al 14', quando Andrés Iniesta ha servito un passaggio filtrante per Cesc Fàbregas, che ha superato il difensore italiano Giorgio Chiellini sulla linea di fondo prima di servire con un cross David Silva, il quale ha messo il pallone in rete di testa da sei metri di distanza. Chiellini era alle prese con un infortunio alla coscia che aveva riportato nei turni precedenti ed è stato sostituito da Federico Balzaretti dopo 20 minuti di gioco. L'Italia ha risposto con un paio di tiri di Antonio Cassano parati dal portiere spagnolo Iker Casillas, ma la Spagna ha raddoppiato prima dell'intervallo con un gol del terzino sinistro Jordi Alba.
Nel secondo tempo Antonio Di Natale, che all'intervallo aveva sostituito Cassano, è andato vicino al gol in due circostanze. Con l'ultima sostituzione a sua disposizione, l'allenatore dell'Italia Cesare Prandelli mise in campo Thiago Motta al posto di Riccardo Montolivo, ma il calciatore italo-brasiliano subì un infortunio al bicipite femorale dopo quindici minuti di gioco. L'Italia, avendo esaurito le tre sostituzioni concesse, dovette giocare gli ultimi trenta minuti della partita in dieci uomini contro undici. Fernando Torres sostituì Fàbregas a quindici minuti dalla fine dell'incontro e segnò all'84' - assistito da Xavi - diventando il primo giocatore a segnare in due finali del campionato europeo. Quattro minuti dopo Torres servì l'altro subentrato Juan Mata, che realizzò il gol del definitivo 4-0. Si trattò del più ampio scarto in una finale di un campionato europeo. La Spagna diventò la prima squadra a laurearsi campione d'Europa per due volte consecutive e la prima squadra europea a vincere tre importanti competizioni internazionali di fila (campionato d'Europa 2008, campionato del mondo 2010 e campionato d'Europa 2012).
| Arbitro: | Kassai |

|              |           |               |
| Fàbregas 64’ | Marcatori | 61’ Di Natale |

| Arbitro: | Proença |

|                                        |           |  |
| Silva 14’ Alba 41’ Torres 84’ Mata 88’ | Marcatori |  |

### FIFA Confederations Cup 2013
Il 27 giugno 2013, a Fortaleza, le nazionali di Spagna e Italia tornarono ad fronteggiarsi in occasione della semifinale di Confederations Cup 2013. Dopo lo 0-0 dei tempi supplementari, la Spagna si aggiudicò la vittoria per 7-6 ai tiri di rigore, con Leonardo Bonucci unico giocatore a mancare la rete dal dischetto.
| Arbitro: | Howard Webb |

|                                              |                      |                                                             |
| Xavi Iniesta Piqué Ramos Mata Busquets Navas | Tiri di rigore 7 – 6 | Candreva Aquilani De Rossi Giovinco Pirlo Montolivo Bonucci |

### Campionato europeo 2016
Il 27 giugno 2016 Italia e Spagna si affrontarono agli ottavi di finale campionato europeo del 2016, a quattro anni dal precedente di Polonia-Ucraina 2012. L'Italia vinse per 2-0 con gol di Giorgio Chiellini al 33' e Graziano Pellè nei minuti di recupero del secondo tempo. Il portiere spagnolo David de Gea effettuò diverse parate impressionanti per mantenere la Spagna in gioco, in particolare sul tentativo di testa di Pellè nel primo tempo, ma alla fine i campioni d'Europa in carica furono eliminati dal torneo.
| Arbitro: | Çakır |

|                           |           |  |
| Chiellini 33’ Pellè 90+1’ | Marcatori |  |

### Qualificazioni al campionato mondiale 2018
In vista delle qualificazioni al campionato del mondo 2018 l'Italia, figurando al 17º posto nel ranking FIFA al momento del sorteggi dei gruppi (25 luglio 2015), fu inserita in seconda fascia, mentre la Spagna fu inserita nella prima fascia. Il 6 ottobre 2016 le due squadre pareggiarono per 1-1 a Torino. Il 2 settembre 2017 a Madrid la Spagna batté per 3-0 l'Italia, vincendo così il girone e lasciando all'Italia il secondo posto a cinque punti di distanza. A causa del secondo posto gli azzurri dovettero passare attraverso lo spareggio contro la Svezia, che si concluse con la vittoria degli svedesi, che si qualificarono al campionato del mondo di Russia 2018 determinando la prima esclusione dell'Italia dalla fase finale della competizione dal 1958.
| Arbitro: | Felix Brych |

|                     |           |            |
| De Rossi 82’ (rig.) | Marcatori | 55’ Vitolo |

| Arbitro: | Björn Kuipers |

|                          |           |  |
| Isco 14’, 40’ Morata 77’ | Marcatori |  |

### Campionato europeo 2020
Il 6 luglio 2021 Italia e Spagna si affrontarono nelle semifinali del campionato europeo del 2020, tenutosi nell'estate del 2021 a causa del rinvio imposto dalla pandemia di COVID-19. La semifinale disputata allo stadio di Wembley vide Italia e Spagna di fronte ancora una volta, per la quarta edizione consecutiva del torneo. Dopo l'1-1 dei tempi supplementari, determinato dai gol di Morata e Chiesa, gli azzurri si imposero per 4-2 ai tiri di rigore, con errori decisivi dagli undici metri di Dani Olmo (pallone alto sopra la traversa) e dello stesso Morata (tiro respinto da Gianluigi Donnarumma) e trasformazione decisiva di Jorginho. L'Italia si qualificò così alla finale, dove batté l'Inghilterra ai tiri di rigore, laureandosi campione d'Europa per la seconda volta.
| Arbitro: | Felix Brych |

|                                                 |                      |                                |
| Chiesa 60’                                      | Marcatori            | 80’ Morata                     |
| Locatelli Belotti Bonucci Bernardeschi Jorginho | Tiri di rigore 4 – 2 | Dani Olmo Moreno Thiago Morata |

### UEFA Nations League 2020-2021
Il 6 ottobre 2021, a Milano, Italia e Spagna si affrontarono nelle semifinali della UEFA Nations League 2020-2021, la cui fase conclusiva si disputò in Italia. A spuntarla questa volta furono gli iberici, che prima andarono in vantaggio al 17' con Ferrán Torres per poi raddoppiare, sempre con Torres, sul finire del primo tempo, sfruttando la superiorità numerica ottenuta con l'espulsione di Leonardo Bonucci, colpevole di aver dato una gomitata a Sergio Busquets. Nel secondo tempo la Spagna amministrò il risultato e l'Italia riuscì soltanto a segnare il gol della bandiera con Pellegrini all'83' minuto.
| Arbitro: | Sergej Karasëv |

|                |           |                   |
| Pellegrini 83’ | Marcatori | 17’, 45+2’ Torres |

### UEFA Nations League 2022-2023
Il 15 giugno 2023, a Enschede, Italia e Spagna si affrontarono nelle semifinali della UEFA Nations League 2022-2023, proprio come due anni prima. A vincere fu ancora la Spagna, che passò in vantaggio già al 3' con Yéremi Pino, abile ad approfittare di un evidente errore di Leonardo Bonucci su passaggio rischioso di Gianluigi Donnarumma, prima del rigore di Ciro Immobile che riequilibrò il risultato all'11'. Nel prosieguo del primo tempo fu annullato un gol all'italiano Davide Frattesi, mentre nel secondo tempo il subentrato Joselu trovò all'88' il gol della vittoria per la Spagna.
| Arbitro: | Slavko Vinčić |

|                    |           |                     |
| Pino 3’ Joselu 88’ | Marcatori | 11’ (rig.) Immobile |

### Campionato europeo 2024
| Arbitro: | Slavko Vinčić |

|                      |           |  |
| Calafiori 55’ (aut.) | Marcatori |  |

## Statistiche

### Nel complesso
|                              | Partite | Risultati | Risultati | Risultati | Reti   | Reti |
| Italia                       | Partite | Pareggi   | Spagna    | Italia    | Spagna |      |
| ---------------------------- | ------- | --------- | --------- | --------- | ------ | ---- |
| Coppa Mondiale FIFA          | 3       | 2         | 1         | 0         | 4      | 2    |
| Campionato Europeo UEFA      | 8       | 2         | 4         | 2         | 5      | 7    |
| UEFA Nations League          | 2       | 0         | 0         | 2         | 2      | 4    |
| Qual. al campionato mondiale | 2       | 0         | 1         | 1         | 1      | 4    |
| FIFA Confederations Cup      | 1       | 0         | 1         | 0         | 0      | 0    |
| Giochi olimpici              | 4       | 2         | 1         | 1         | 9      | 4    |
| Tutte le competizioni        | 20      | 6         | 8         | 6         | 21     | 21   |
| Amichevole                   | 21      | 5         | 8         | 8         | 25     | 25   |
| Tutte le partite             | 41      | 11        | 16        | 14        | 46     | 46   |